# تراكمنيا 2
تراكمنيا 2 (بالإنجليزية: TrackMania 2)‏ ، هي لعبة فيديو إلكترونية من نوع سباقات، نشرها شركة يوبي سوفت الفرنسية سنة 2013م وتعمل حصراً لنظام مايكروسوفت ويندوز.

## وصلات خارجية
- الموقع الرسمي
- Official Maniaplanet website